# Julia García Games
Julia García Games (Buenos Aires, 6 de julio de 1899-ibídem, 12 de febrero de 1964) fue una ensayista y feminista argentina.
Desde muy joven publicó libros de ensayo, destacando Contribución al estudio de la Poesía de la Gran Guerra, Portales, el predestinado (1931), y Cómo los he visto yo (este último sobre los chilenos). También escribió poesía. Como periodista escribió en diversos periódicos y revistas tanto argentinos como uruguayos.
En su faceta de promotora del feminismo, participó desde los veinte años en campañas para la emancipación de la mujer. En 1923 participó en la Conferencia de Mujeres Trabajadoras que tuvo lugar en Viena. Dentro de esta faceta escribió numerosos artículos y pronunció conferencias, hasta que a los cuarenta años su salud le obligó a retirarse de la vida pública.
En lo político, formó parte de la Unión Feminista Nacional y apoyó a la Unión Cívica Radical del Pueblo.